# Sông Uele

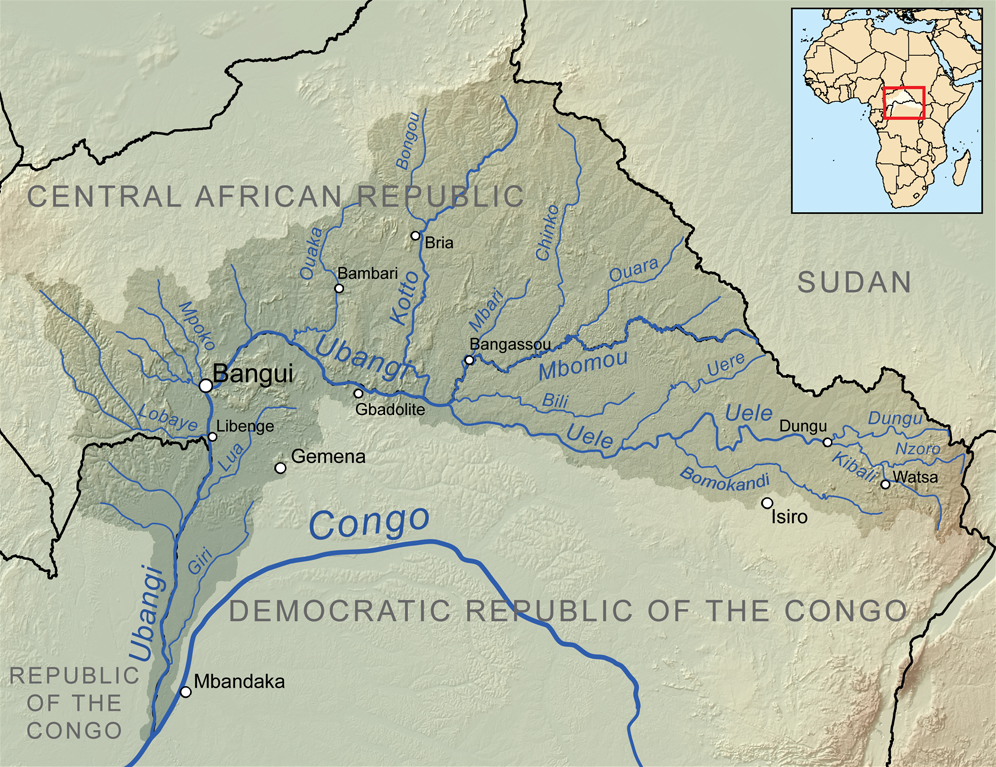
Map showing the Uele River within the Ubangi River drainage basin.

Sông Uele, cũng viết là sông Welle, là một sông tại Cộng hòa Dân chủ Congo. Sông khởi nguồn từ những ngọn núi gần hồ Albert và chảy về phía tây khoảng 1.210 kilômét (750 mi) sau đó hợp lưu cùng sông Mbomou tại Yakoma.
Uele được hình thành tại Dungu, nơi sông Dungu hợp lưu với sông Kibali.
Dòng hợp lưu Uele–Mbomou tại Yakoma đánh dấu điểm bắt đầu của sông Ubangi, sau đó đổ nước vào sông Congo. Uele là chi lưu dài nhất của Ubangi. Chiều dài của Ubangi–Uele là khoảng 2.270 kilômét (1.410 mi).